# Vazgen Azrojan

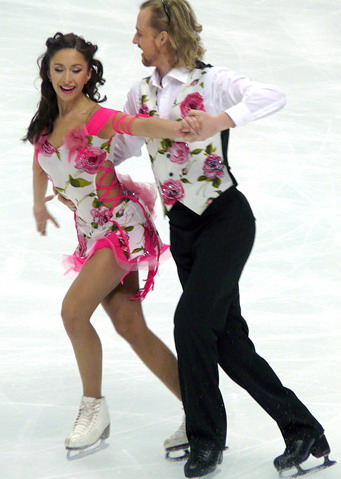
Vazgen Azrojan

Vazgen Zavenovitsj Azrojan (Oekraïens: Вазген Завеновіч Азроян) (Odessa, 22 januari 1977) is een in Oekraïne geboren Armeense kunstschaatser.
Azrojan is actief in het ijsdansen en zijn vaste sportpartner is Anastasia Grebenkina en zij worden gecoacht door Alexei Gorshkov. Grebenkina en Azrojan schaatsen met elkaar sinds 1996. Tot en met 1998 schaatsten ze onder de Russische vlag, maar nadat ze tijdelijk uit elkaar gingen nam Azrojan een Armeens paspoort aan en schaatste hij voor dat land met Tiffany Hyden. Vanaf de hereniging in 2003 ruilde ook Grebenkina haar paspoort in voor een Armeens paspoort.
| records                | punten | datum      | toernooi        |
| ---------------------- | ------ | ---------- | --------------- |
| Hoogste totaalscore    | 162.64 | 03-12-2005 | NHK Trophy 2005 |
| Hoogste verplichte kür | 29.31  | 25-01-2005 | EK 2005         |
| Hoogste originele kür  | 49.71  | 02-12-2005 | NHK Trophy 2005 |
| Hoogste vrije kür      | 83.90  | 03-12-2005 | NHK Trophy 2005 |

## Belangrijke resultaten
(* in 2001/2002 met partner Tiffany Hyden)
| Kampioenschap           | 2001  | 2002 | 2003 | 2004 | 2005 | 2006 | 2007 |
| ----------------------- | ----- | ---- | ---- | ---- | ---- | ---- | ---- |
| Olympische Spelen       |       |      |      |      |      | 20e  |      |
| Wereldkampioenschap     |       |      | 24e  | 19e  | 17e  |      | 22e  |
| Europees Kampioenschap  | 26e * |      |      | 13e  | 11e  | 14e  | 14e  |
| Nationaal Kampioenschap |       | 7 *  | Goud | Goud | Goud |      |      |